# Baltirullan
Baltirullan är en revyvisa som ursprungligen framfördes på nyårsrevyn på Malmö gamla Folkets hus teater år 1915. Visan sjöngs då av Oskar Svanlund i rollen som "Skurupsbonden" och handlar om hans besök på Baltiska utställningen i Malmö. Melodin är hämtad från Lincolnvisan och texten har uppgetts vara skriven av journalisten Elias Nilsson. Visan har senare sjungits in av bland andra Harry Persson, Lennart Kjellgren och Christer Lundh (1984). Visan, som har en lång rad verser, börjar så här:
"Häromsistens så for jag ing te stora Malmö sta
för jag skulle på Udställningen gunås
Där va Anderskan å Pitterskan å Baltiskan
å en djädrans hoper bynner de förstås.
Po Baltirullan tjong
file ball ball ball, Baltifluan, Baltifiliux
Där va Anderskan å Pitterskan å Baltiskan
å en djädrans hoper bynner de förstås."

### Fotnoter
1. ↑  ”Baltirullan”. Myggans nöjeslexikon. Höganäs: Bra Böcker. 1989-1993. Libris 7665078. ISBN 9177522745
2. 1 2  ”Svensk mediedatabas”. http://smdb.kb.se/catalog/id/001889411. Läst 17 maj 2011.